# زجاج الخليل

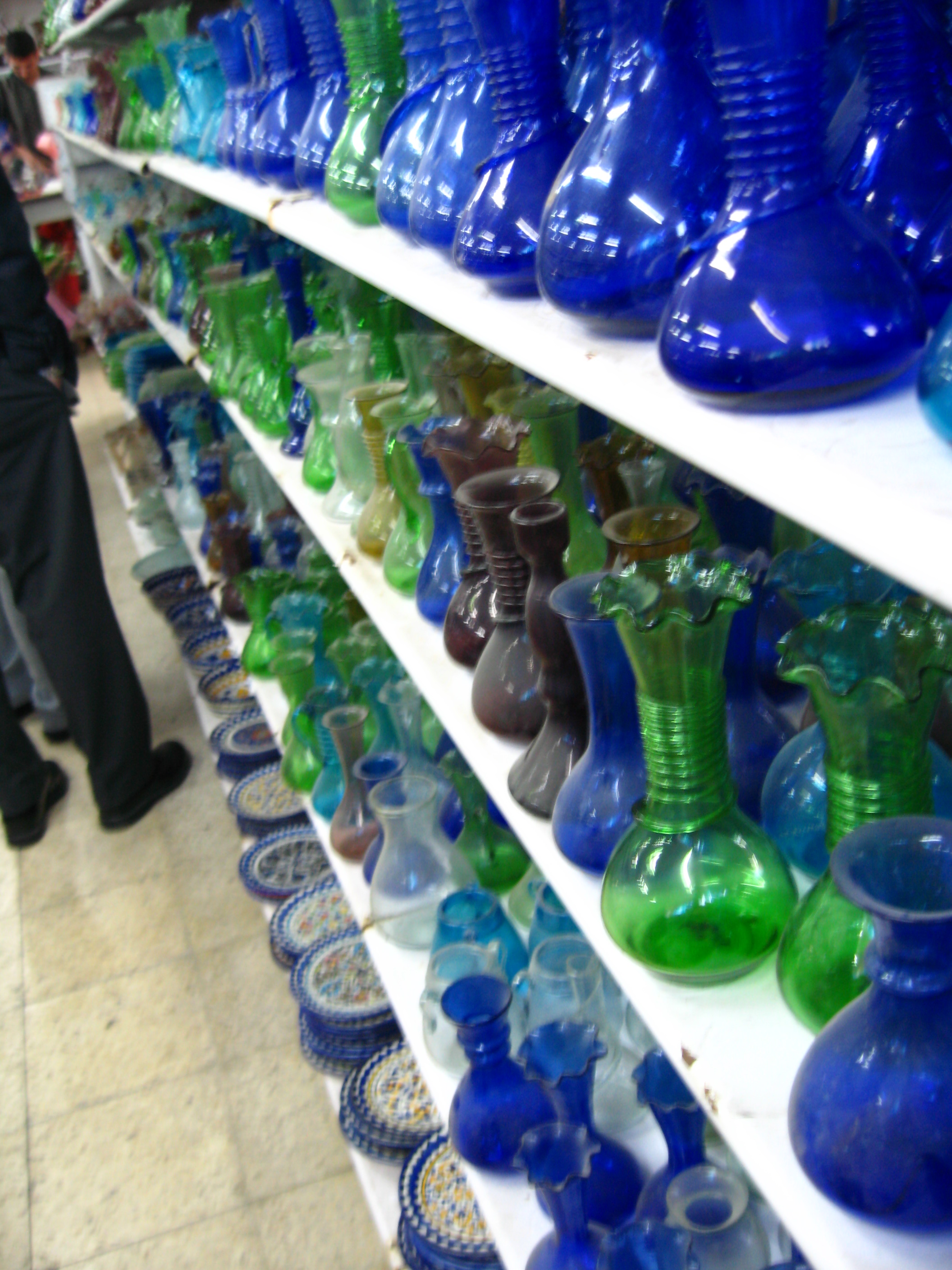
زجاج الخليل، معروضًا في إحدى المحلات المخصصة لذلك

زجاج الخليل صناعة الزجاج والخزف بالطريقة اليدوية القديمة في مدينة الخليل في فلسطين، والتي يعود تاريخها في المدينة إلى أيام الحكم الروماني على فلسطين قبل أكثر من 500 عام، والتي كانت سائدة في عهد الفينيقيين. وتلاقي هذه الصناعة إقبالاً من السيّاح في المدينة لشراء التحف والهدايا. ولا تزال في البلدة القديمة منطقة تُسمّى «بحارة القزازين» نسبةً إلى عمّال الزجاج. ويقدر الإنتاج السنوي للزجاج التقليدي الفلسطيني عمومًا بمليون دولار سنويًا، وتتوزع أسواق منتجات الزجاج اليدوي على النحو 50% إلى إسرائيل، 40% إلى أوروبا عبر المعارض خصوصًا، و10% تسوق إلى الدول العربية وبشكل أساسي إلى الأردن.
تشكل صناعة الزجاج والخزف بالطريقة اليدوية القديمة في مدينة الخليل، هوية ثقافية وتراثية للمدينة المميزة بمكانة دينية وتراثية وصناعية. تعتمد هذه الصناعة على المواد الخام المحلية، التي غالبًا ما تكون من مخلَّفات الزجاج والتي يتم الحصول عليها من الباعة الذين يجمعون زجاجات المياه الغازية الفارغة أو من تجار الزجاج. ومن أهم متطلبات العمل في مهنة الزجاج هو تحمل مشقة العمل أمام أفران الصهر، وتوفر الروح الإبداعية والفنية التي تؤهل العامل لاكتساب مهارات التشكيل، لذا لا يوجد الإقبال الكافي لتعلم تلك الحرفة وانتشار تلك الصناعة. يُستعمل زجاج الخليل للزينة وكتحف أكثرَ منه استعمالاً عمليًا، وذلك بسبب ارتفاع أسعار الزجاج التقليدي في فلسطين، حيث يتوجه البعض لاستعمال الزجاج الرخيص المتوفر في الأسواق للاستعمالات العادية، إلا أن البعض الآخر والذي يعتبر محبًا للرفاهية فيفضل استعمال الزجاج التقليدي نظرًا لارتفاع ثمنه ودقة عمله وجمالية منظره.
كانت تتمثل الصناعة التقليدية بإذابة المواد الخام المحلية المُستخدمة بإنتاج الزجاج، بما في ذلك الرمل التي كانت تُجل من القرى المُجاورة وكربونات الصوديوم من البحر الميت، أما بالنسبة للتلوين فكان يُستخدم أكسيد الحديد وأكسيد النحاس. في الوقت الحاضر، يتم إعادة تدوير الزجاج. تعتمد عديد من العائلات في الخليل على إنتاج الزجاج كمصدر دخل للأسرة، وتم الحفاظ على إسرار المهنة ونقلها من الأجداد إلى الأبناء من قبل هذه العائلات والذين يعملون في مصانع الزجاج التي تقع خارج المدينة. لقد عانت صناعة الزجاج في الخليل بسبب إنتهاكات الجيش الإسرائيلي. تتنوع المنتوجات المصنوعة وتشمل الزجاج والمجوهرات مثل الخرز والأساور والخواتم وكذلك الزجاج المعشق والمصابيح الزجاجية.

## التاريخ
عرفت صناعة الزجاج اليدوية في فلسطين منذ الحضارات القديمة التي قامت على أراضيها، وتطوّرت بشكل واضح بعد دخول الإسلام، حيث ابتكرت أساليب متنوعة في الألوان والزخارف. وجدت صناعة الزجاج في أربع حارات منها، هي حارة السواكنة وحارة بني دار وحارة العقابة وحارة القزازين التي حملت اسم هذه الصناعة، لكن ذلك لا يعني أنّ هذه الحرفة انحصرت في هذه الحارات فقط.
اشتهرت بلاد الشرق وخاصة سوريا بصناعة الزجاج، أما فلسطين بحدودها الحالية، فقد كانت جزء من سوريا الجنوبية، فمنذ القدم عمل الفينيقيون بصناعة وتجارة الزجاج. قال المؤرخ بوجي بونسي «أنها صناعة تقليدية وارتبطت بالمسجد الإبراهيمي وبالقدس» أما الرحالة فلكس فابري «حرفة الزجاج في الخليل هي مهنة تنتقل بين أيدي أبناء المدينة». حسب الحفريات الموجودة في مدينة الخليل تدلُ على أن حرفة صناعة الزجاج بدأت في القرن الثاني عشر ميلادي وأن اليهود اكتسبوها من العرب، ولكن يُعتقد أن صناعة الزجاج ظهرت في القرن الرابع عشر ميلادي على الأقل، ويعتقد أن هذه الصناعة كغيرها أنتقلت إلى أوروبا نتيجة اطلاع الغربيين عل حضارة المسلمين وخاصة عن طريق الحروب الصليبية، وساعد أيضًا العلاقات التجارية المُمتازة التي ربطت مدينة الخليل بمصر ودمشق، وتمتعها بموقع جغرافي مُهم على الطريق الواصل مصر بدمشق، إضافة إلى أهميتها الدينية وارتباطها بمدينة القدس. مثال آخر على نوافذ الزجاج الملون المنتجة في الخليل هي تلك التي تزين قبة الصخرة المشرفة في مدينة القدس.

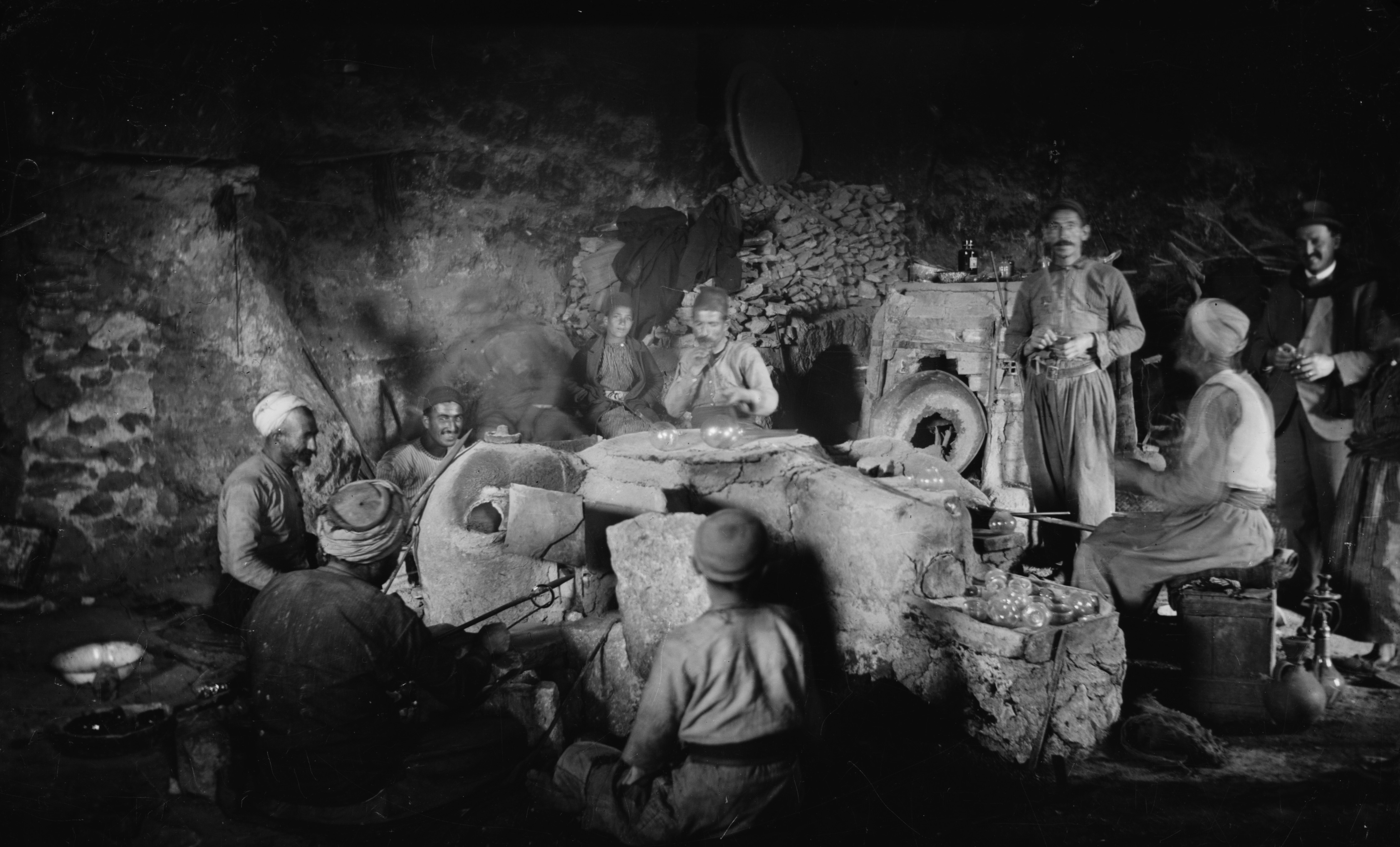
أعمال زجاجية، الصورة مأخوذة من قبل المستعمرة الأمريكية في القدس، عام 1900 - 1920.

واستمرت صناعة الزجاج خلال فترة حكم العثمانيين، فقد ذكر المؤرخ ماريتي عام 1767 «يتم تصنيع الأساور والأطواق وبعض أدوات الزينة للنساء، ويصدر قسم منها إلى مصر وسوريا عن طريق يافا، ويتم استخدام تربة تصنيع الزجاج، والتي يجلبها البدو من مناطق مجاورة للخليل».
ووصف روبينسون عام 1834، «يوجد مصنع في ممر ضيق وهناك كميات كبيرة توضع في أقفاص وتحمل على الجمال للشحن، وأشار أن طريقة التصنيع في الخليل نفسها المعروفة في العالم»، بينما يصف بورير عام 1843 في رحلته صناعة الزجاج في الخليل «شاهد أصحاب المصانع وهم ينفخون المصابيح والقوارير حول الفرن وذكر من بين ما ينتجون الأقراط والأساور الملونة والقناديل التي كانت تصدر إلى مصر بكميات كبيرة. من أهم الصادرات إلى مصر القناديل التي تُعلق في المساجد والتي تُعد من أجمل المصنوعات الزجاجية».
وتنوعت استخدامات الزجاج المُصنع في كأوعية للأكل وياه الشرب، وكذلك لزيت الزيتون والمصابيح التي كانت تشتعل على البنزين، بالإضافة إلى أنها كانت تصنع المجوهرات والإكسسورات. وكان بدو النقب وسيناء وبدو الصحراء العربية من أوائل المشترين للمجوهرات، وقد كانت تُرسل قوافل جمال من الزجاج الخليلي تحت الحراسة إلى الدول المجاورة مصر، سوريا، وشرق الأردن. وأنشئت أماكن تسويقية للزجاج الخليلي في الكرك جنوب الأردن وفي القاهرة في مصر في القرن 16.

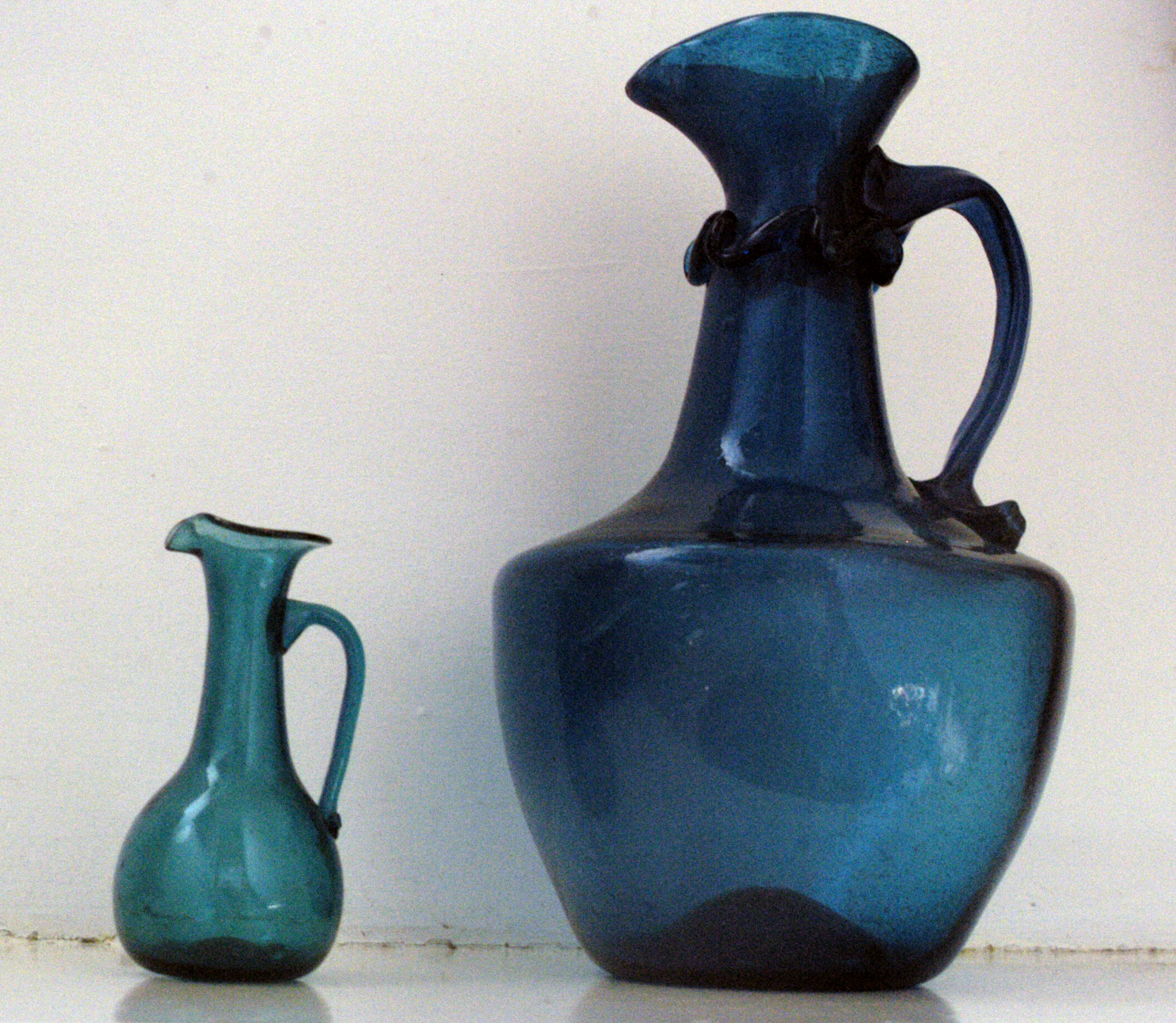
صناعة الزجاج والخزف في الخليل، مستقاة من الحضارة الفينيقية منذ 3000 عام.

كان أصحاب صناعة الزجاج يعتمدون عليها كوظيفية رئيسية والتي ساعدتهم على تكوين ثروتهم. وكانت الخليل معروفة في صناعة الزجاج في جميع أنحاء الوطن العربي، وللمسافرين إلى فلسطين في القرن التاسع عشر. فقد وصف الرحالة أولريخ جاسبر سيتزن «كان يعمل 150 عاملًا في صناعة الزجاج في الخليل» وذلك خلال رحلته إلى فلسطين عام 1808 - 1809. روبرت سيرز، يكتب «سكان الخليل كبير:فمنهم يعملون بتصنيع المصابيح الزجاجية والتي يتم تصديرها إلى مصر، وهناك عدد كبير من المحلات التجارية»."
انخفض الإنتاج في الخليل بسبب المُنافسة مع الزجاج المستورد من أوروبا. في معرض فيينا العالمي 1873، كانت صناعة الخليل ممثلة بالزجاج المُستعمل في الديكور. ووفقًا لتقرير من القنصل الفرنسي والذي أشار إلى أن صناعة الزجاج في الخليل ظلت مصدرًا هامًا للدخل حيث تجني أربعة مصانع 60,000 فرنك سنويًا.

### حاليًا
ما زال يُستخدم نفخ الزجاج التقليدي حتى اليوم في ثلاثة مصانع والتي تقع خارج البلدة القديمة، شمال مدينة الخليل وجنوب بلدة حلحول والتي تُتج في العادة هدايا تُستعمل في الواجبات المنزلية. وتمتلك عائلة النتشة مصنعان ويتم عرض المنتوجات في قاعات كبيرة قريبة من كل مصنع.
يتمتع زجاج الخليل بالاهتمام من قبل السياح المحليين والأجانب أيضًا. ولكن نظرًا للقيود المفروضة على حركة الفلسطينيين بسبب الانتفاضة الفلسطينية الثانية والتي أدت إلى مشاكل في التصدير المُستمرة وانخفاض أعداد السياح القادمين إلى الخليل وغيرها من المدن الفلسطينية كل هذا أدى إلى انخفاض عدد المصانع في الخليل وانخفاض الناتج اليومي.

## طريقة التصنيع

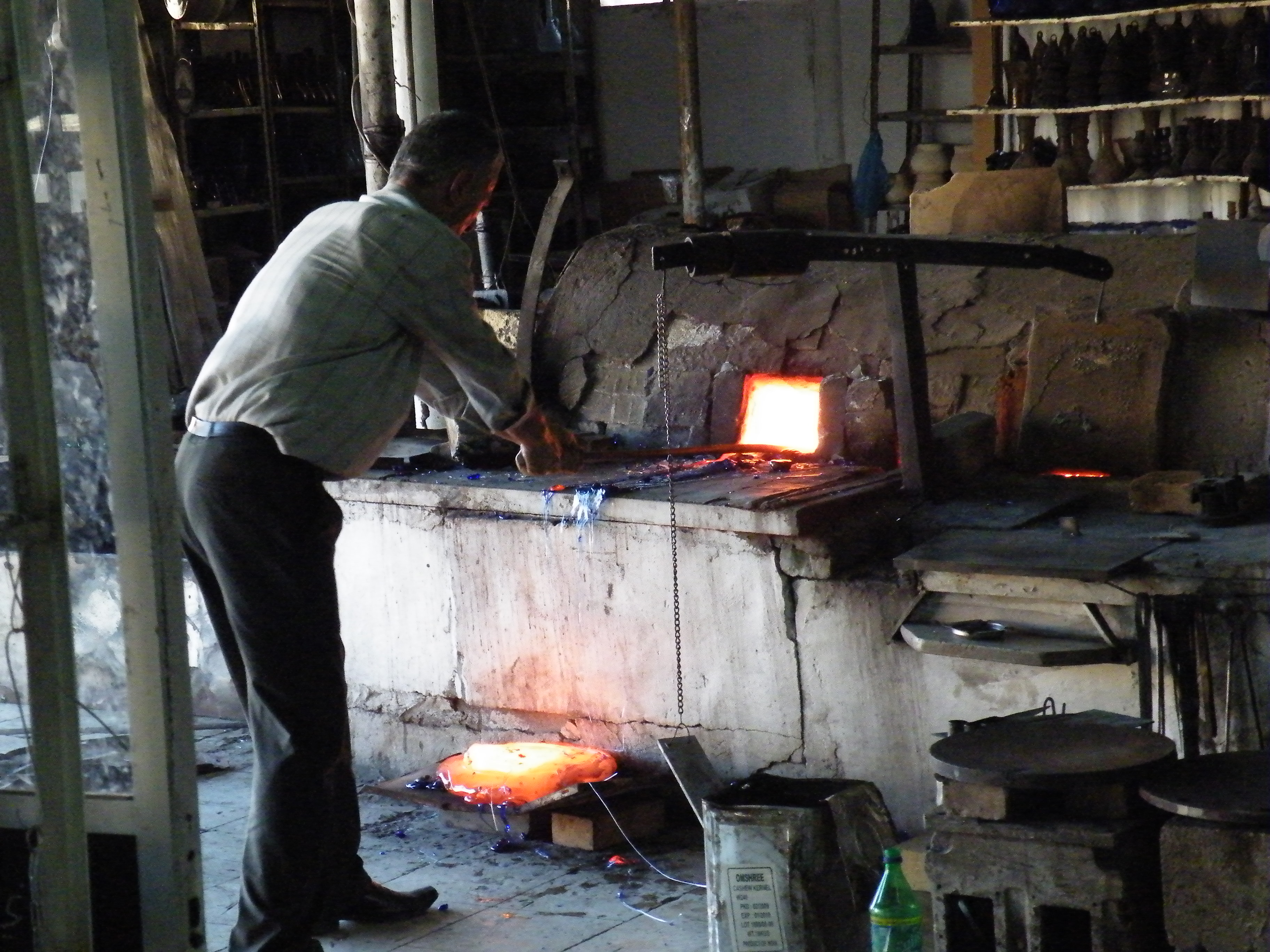
عامل يقوم بتحريك الزجاج المصهور عناية، كجزء من عملية الأنتاج الحديثة

يتم وضع كمية كبيرة من الزجاج تصل إلى 800 كيلوغرام في فرن كبير مصنوع من الطوب الحراري تصل درجة الحرارة فيه إلى 1400 درجة، ويبدأ تشغيل الفرن فجرًا ليبقى مشتعلاً حتى المساء ليتم صهر وإذابة كمية الزجاج كلها، بعد ذلك يخرج الحرفي الزجاج المنصهر من الفرن ويشكله قطعًا ثم يضعه في فرن آخر درجة حرارته أقل ليبرد تدريجيًا ويتم تشكيله حسب الطلب، ويكون لون الزجاج المنصهر بالعادة مائلاً إلى البياض، ولكن خلال ثوان يأخذ لونًا معينًا. ولعمل زجاج بألوان مختلفة يتم إضافة صبغات ملونة إلى الزجاج بحسب القطع المراد تصنيعها.
ويستعين الحرفي بماسورة من الحديد يمسك بطرفها الزجاج الذائب من الفرن ويقوم من خلال تلك الماسورة بالنفخ فيه كما يستعين بمقص ليقص القطعة وبماسورة أخرى لإخراج كمية صغيرة من الزجاج يعالجها لتشكل مقبضًا للقطعة الأصلية. ويلوح الحرفي بالماسورة بالهواء لتعطيه خلال لحظات الشكل الذي يريد وكأنها عصا سحرية يهمس الحرفي من خلالها لتعطيه ما يتمنى من أشكال رائعة وتحف متناهية الجمال، ويسير العمل علي تلك الشاكلة حتى تنتهي كمية الزجاج المنصهر بأكملها ليطفأ الفرن ويعاد تشغيله في اليوم التالي. وتستطيع مصانع الزجاج إنتاج كؤوس وكرات وفوانيس وأباريق ومزهريات بأشكال وألوان مختلفة بعضها كتبت عليها آيات قرآنية وبعضها رسمت عليه أماكن دينية مثل الكعبة وقبة الصخرة المشرفة ومدن الخليل والقدس وبيت لحم والناصرة.

### الرسم على الزجاج

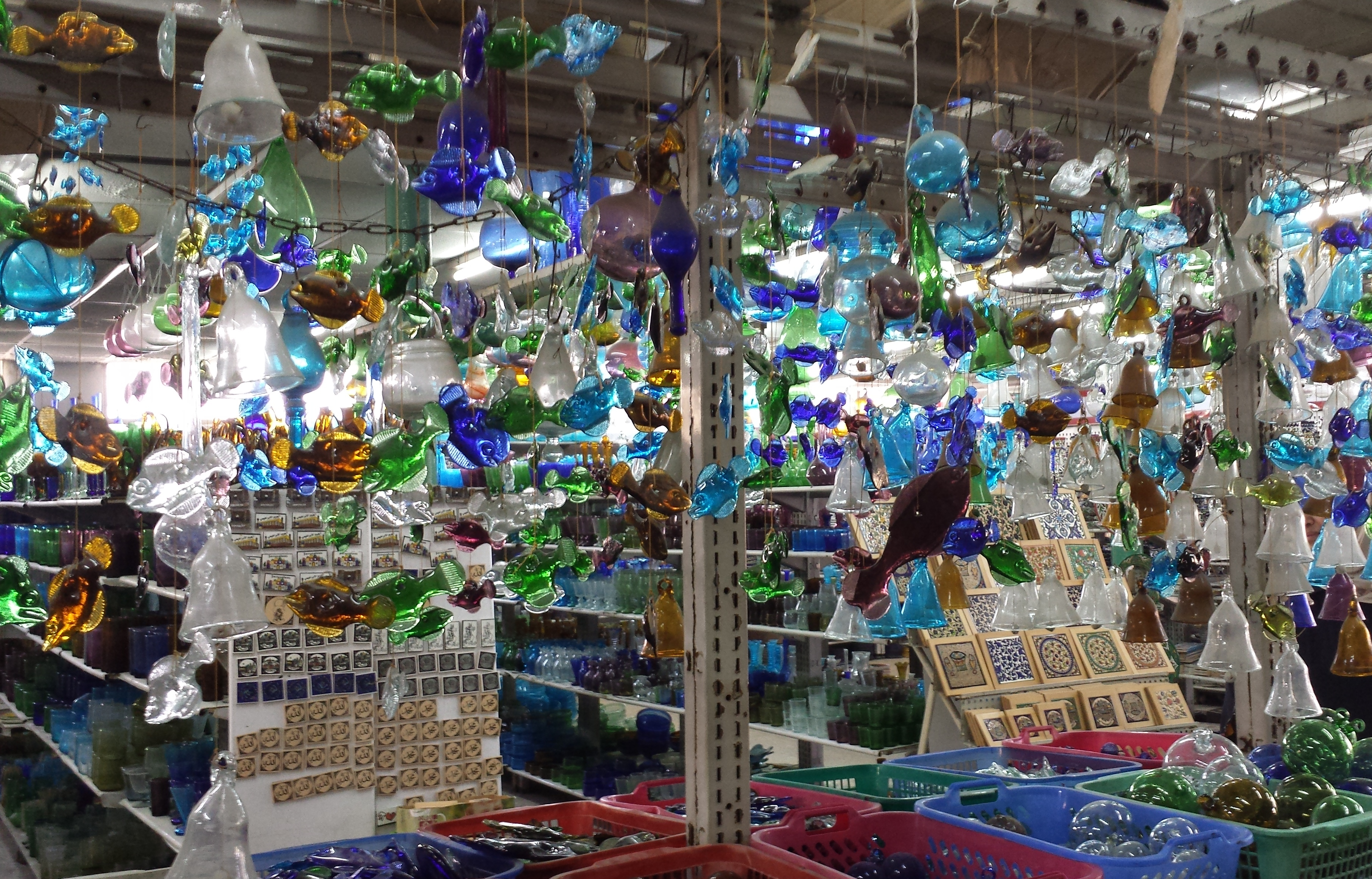
صورة من أحد مصانع الزجاج اليدوي في مدينة الخليل

يقوم الحرفي بالرسم ذهنياً ومباشرةً على القطعة، فيبتدع الرسوم الزخرفية ذات الطابع العربي، ويصور الرقصات الشعبية والعادات والتقاليد، وما يمتّ إلى الفلكلور الشعبي، ويعمد لإضفاء الروح الشرقية على عمله بكتابة آيات وحكم وأشعار بمختلف الخطوط العربية، أو رسوماً زخرفية عادية وهندسية.

### الحفر على الزجاج
هذه الحرفة ذات تأثير خطر على الصحة، ولها عدة طرق تمارس بها منها طريقة الحفر بالمغطس حيث تغطى الآنية بالشمع ثم ترسم فوقه الزخارف، بعد ذلك تُغطس في الأسيد ثم تلون، وطريقة الحفر النافر بأن يرسم الزخارف باستخدام الشمع مُباشرةً، وطريقة الحفر الغاطس وهي مثل الحفر بالمغطس عدا أنه يتم صب الأسيد بالقطارة فوق الأخاديد فقط. يُنتج بهذه الطرق جميع أنواع الزجاج المحفور والنراجيل والمزهريات والقطع الشرقية العائدة للديكورات ومستلزمات الزينة.

## مجوهرات

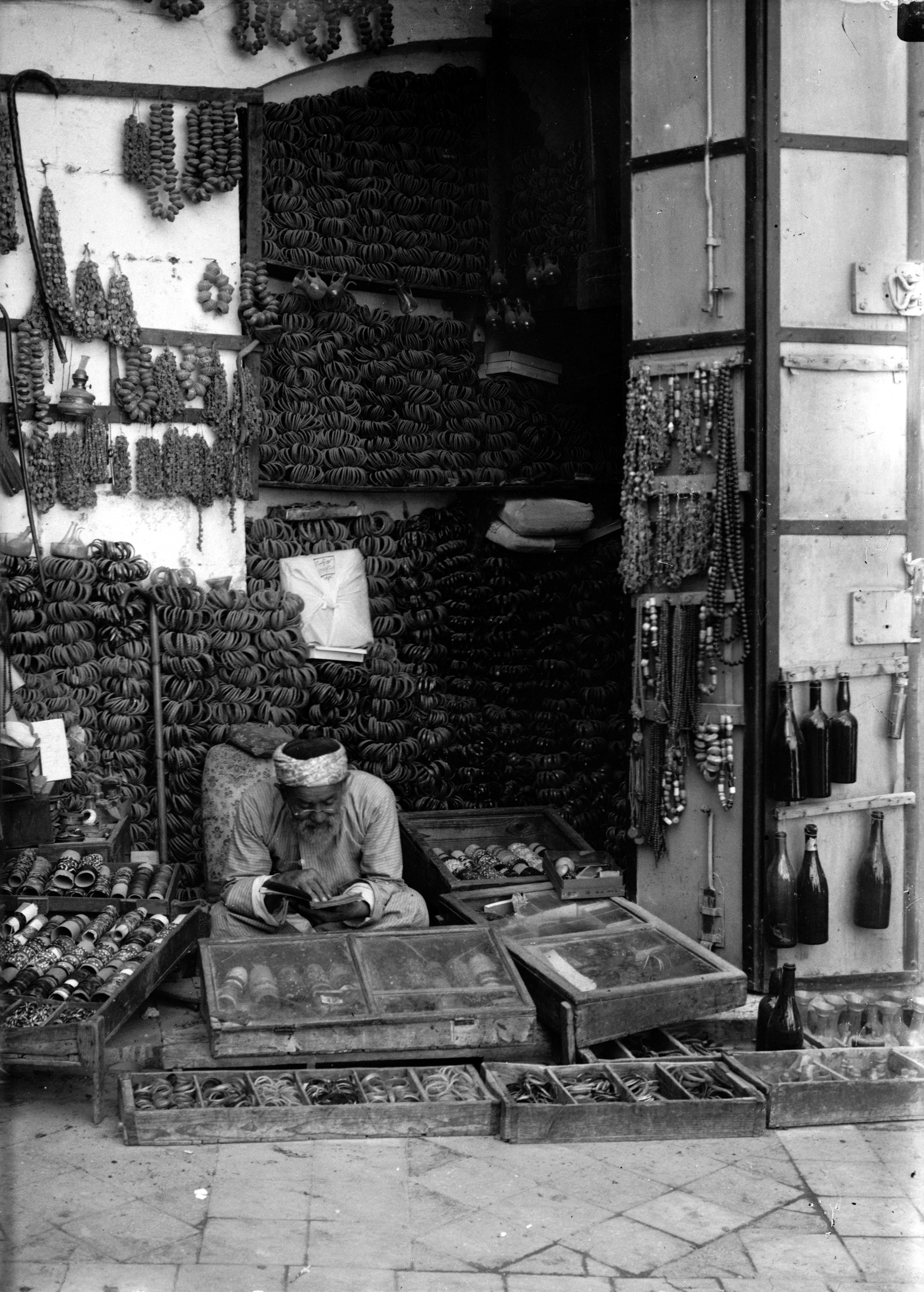
متجر للمجوهرات ويظهر فيه عين الحسد والمصنوعات الزجاجية الخليلية، الصورة مأخوذة من قبل المستعمرة الأمريكية في القدس، عام 1900 - 1920.

وتم تكوين الخرز الزجاجي المُستعمل في المجوهرات في الخليل. أما الخرز الأزرق والخرز مع العين فيُستخدم في التميمة للاعتقاد بأنها فعالة ضد الحسد. توجد في المتحف البريطاني العديد من القلائد الزجاجية التي صنعت في مدينة الخليل خلال فترة الانتداب البريطاني على فلسطين وما قبلها. إلى جانب القلائد المصنوعة من الخرز الملون بالأزرق والأخضر وعين الحسد يوجد أيضًا قطعة تمثل تعويذة الخمسة، إذ يعتقد بأن اليد التي المنقوشة على الخرزة هي يد فاطمة بنت محمد. تحصل المرأة على مُعظم مجوهراتها وحليها عند الزواج؛ ففي عشرينات القرن 20، في بيت دجن، كان من أساسيات تجهيز العروس شراء إساورة لها مُصنعة من الزجاج الخليل، ولا يكتمل جهاز العروس بدونها.

### تجار الخرز
في عام 1799، ذكر الرحالة الإنجليزي وليام جورج براون عن إنتاج «الخرز ذو الزجاج الخشن... ويسمى هيرش ومنجر» حيثُ أن حبات المنجر أكبر حجمًا من الهيرش. وقد تم التجارة بها وتصديرها بالأخص إلى أفريقيا في أوائل القرن التاسع عشر حتى منتصفه. وكانت مُنتشرة في غرب أفريقيا في كانو وفي نيجيريا. هذا وقد سميت باسم «خرز كانو» على الرغم أنها لم تُصنع هناك. خلال ثلاثينات القرن 20، أنخفضت قيمتها؛ وفي عام 1937 لاحظ أنطوني جون أركيل أن هذه الخرزات قد بيعت من أجل أُغنية من قبل نساء سودانيات إلى تجار من الهوساوة في دارفور.

## صور

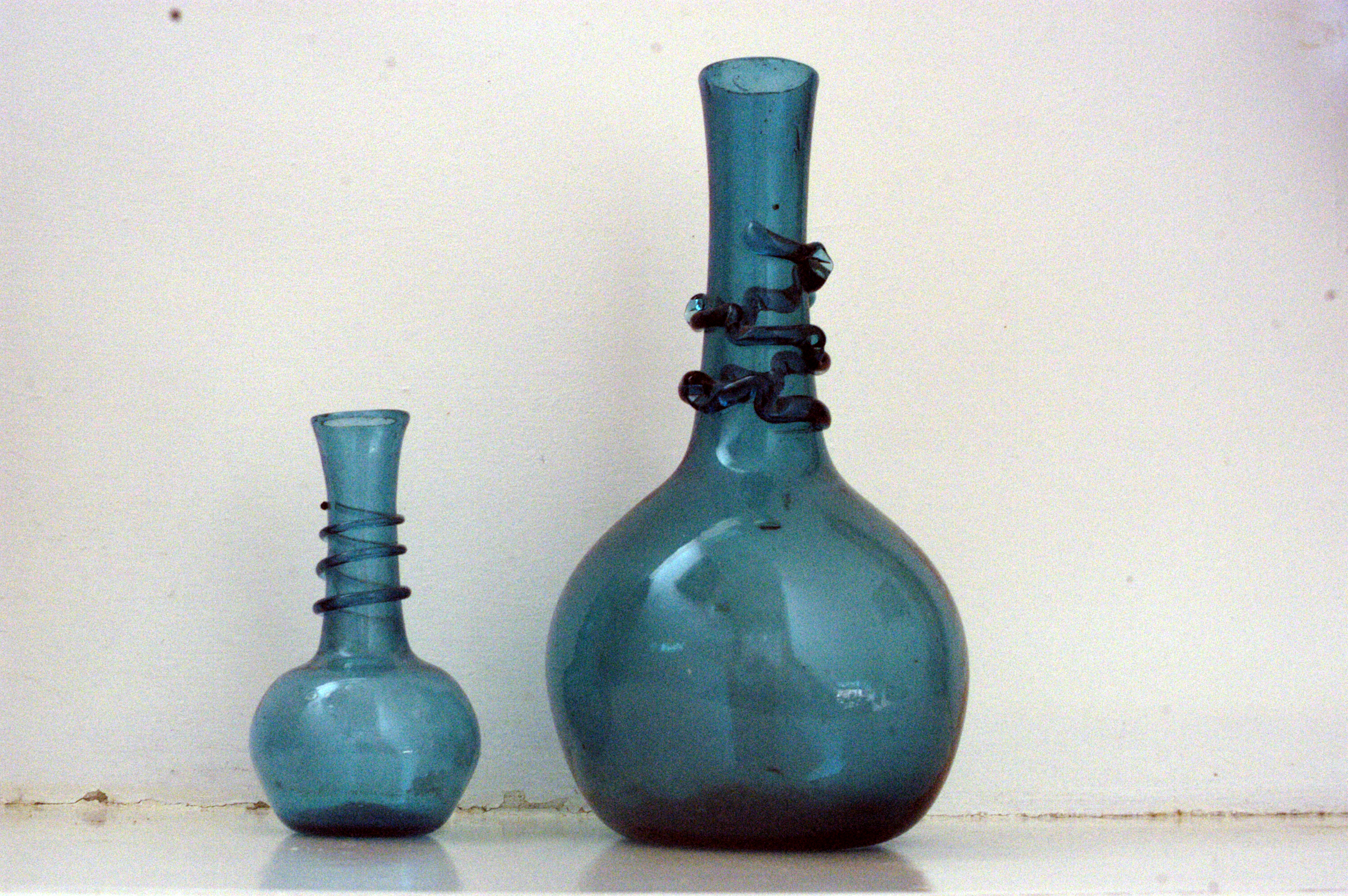
زجاج الخليل حوالي عام 1960
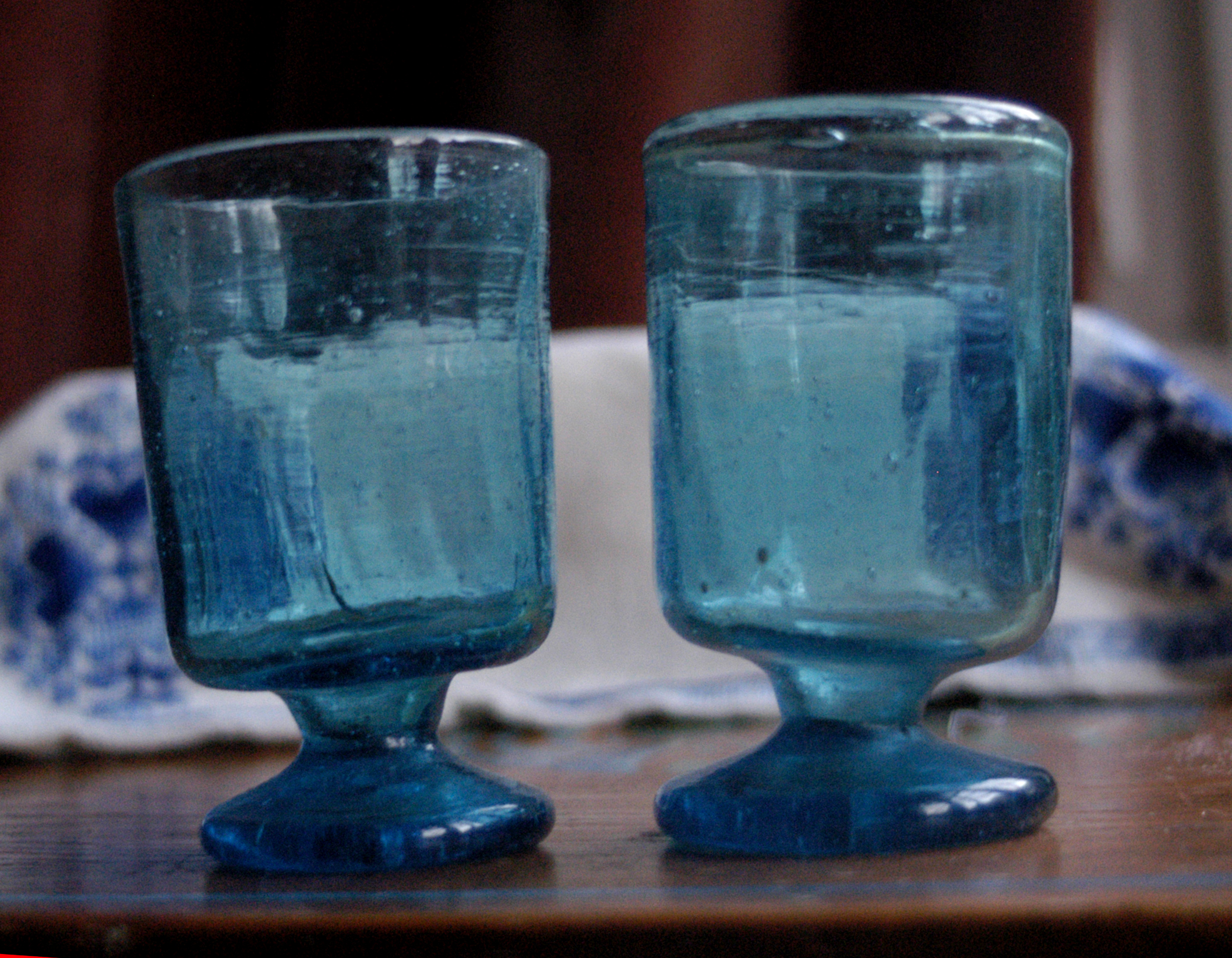
إحدى منتوجات صناعة الزجاج في الخليل
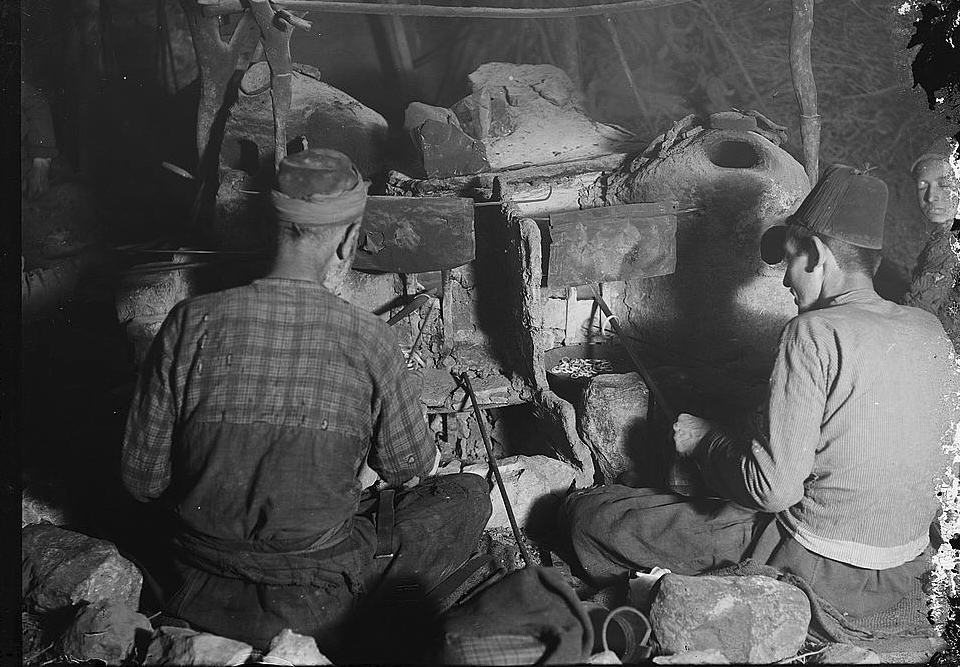
عُمال يقومون بتحريك الزجاج المصهور بعناية بغرض التشكيل، الصورة مأخوذة من قبل المستعمرة الأمريكية في القدس، عام 1900 - 1920.

## طالع أيضًا
- صابون نابلسي.
- الحرف اليدوية الفلسطينية.